# Monavatu
Monavatu (ang. Mount Monavatu) – góra na Fidżi, na wyspie Viti Levu, w południowej części płaskowyżu Nadrau. Jej wysokość wynosi 1131 m n.p.m.. Należy do pasma górskiego Tikituru. Jest czwartym pod względem wysokości szczytem na wyspie i ósmym pod względem wysokości szczytem Fidżi. Na południowych zboczach góry wypływa rzeka Navua. Przez wiele lat góra była błędnie określana nazwą Muanivatu oznaczającą „koniec skały”. Na oficjalnych mapach jest teraz oznaczona jako Monavatu („kamienny mózg”), ale miejscowi nazywają ją Munavatu, czyli „kamienny zadek”.